# Swift County
Das Swift County ist ein County im US-amerikanischen Bundesstaat Minnesota. Im Jahr 2020 hatte das County 9838 Einwohner und eine Bevölkerungsdichte von 5,1 Einwohnern pro Quadratkilometer. Der Verwaltungssitz (County Seat) ist Benson.

## Geografie
Das County liegt südwestlich des geografischen Zentrums von Minnesota und erreicht an seiner südwestlichen Ecke den Minnesota River an der Mündung des Pomme de Terre River. In der Mitte wird das County von Nord nach Süd vom Chippewa River durchflossen, der ebenfalls in den Minnesota River mündet. Das County ist im Westen etwa 35 km von South Dakota entfernt und hat eine Fläche von 1949 Quadratkilometern, wovon 23 Quadratkilometer Wasserfläche sind. An das Swift County grenzen folgende Nachbarcountys:
|                      | Stevens County, Pope County                 |                  |
| Big Stone County     | Kompassrose, die auf Nachbargemeinden zeigt | Kandiyohi County |
| Lac qui Parle County | Chippewa County                             |                  |

## Geschichte

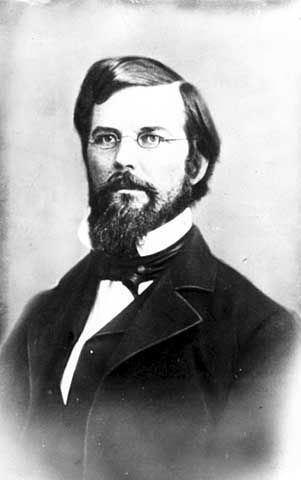
Swift

Das Swift County wurde am 18. Februar 1870 aus Teilen des Chippewa County gebildet. Benannt wurde es nach Henry Adoniram Swift (1823–1869), dem dritten Gouverneur von Minnesota (1863–1864).

## Demografische Daten

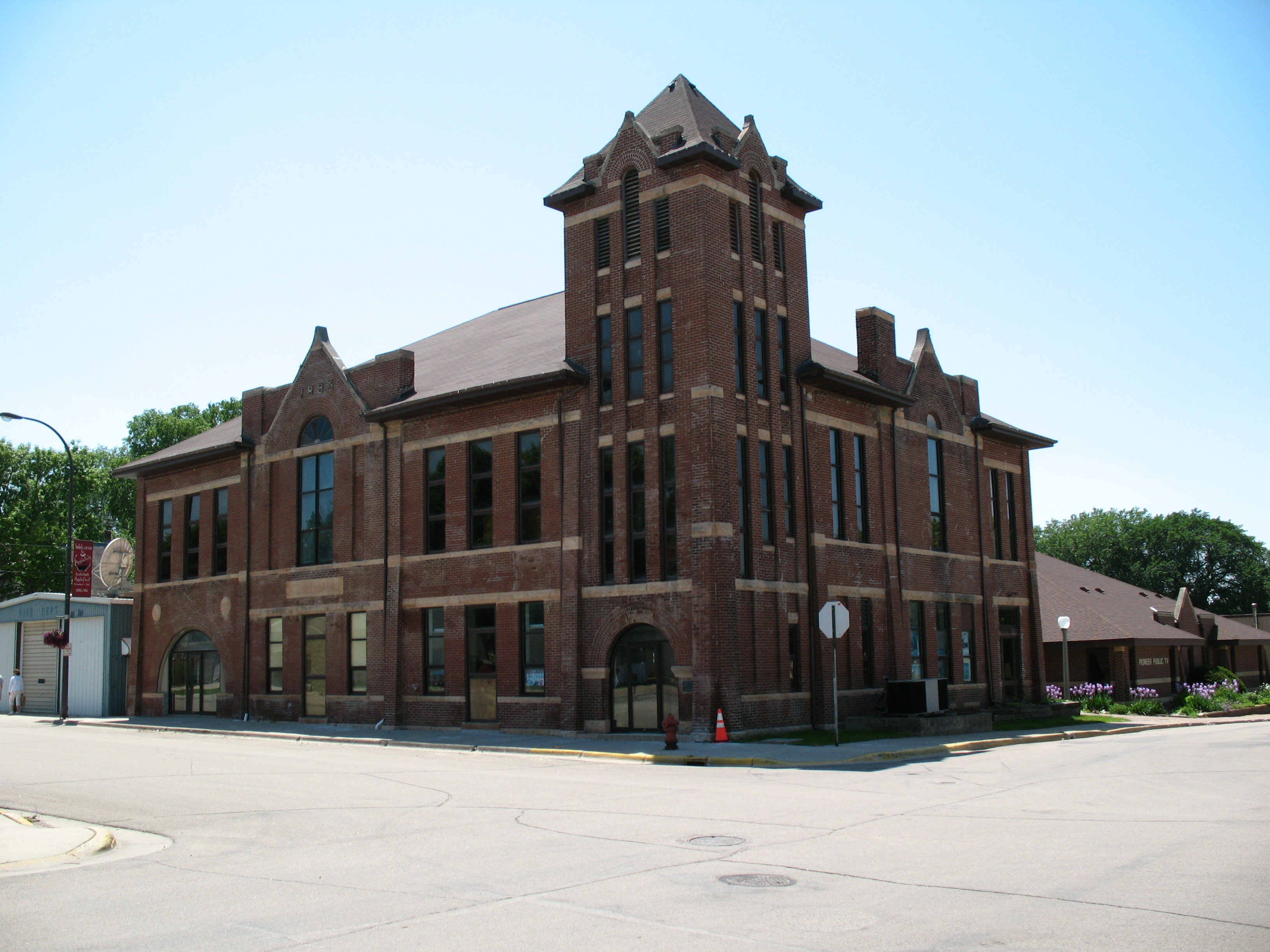
Appleton City Hall, gelistet im NRHP

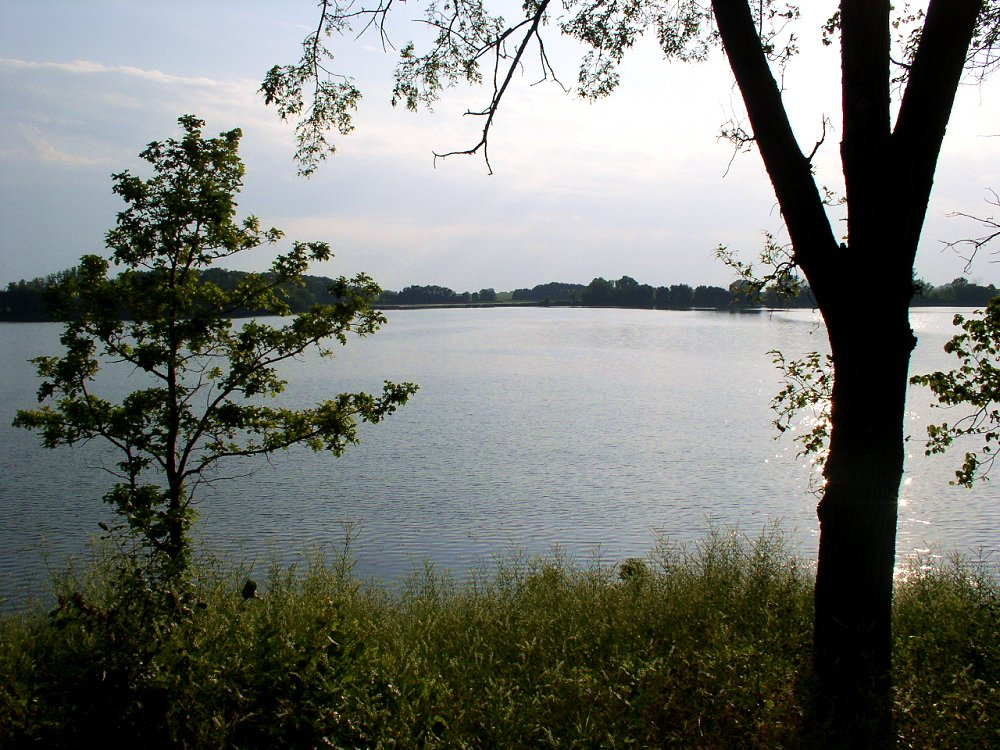
Der Monson Lake im Monson Lake State Park

Nach der Volkszählung im Jahr 2010 lebten im Swift County 9783 Menschen in 4192 Haushalten. Die Bevölkerungsdichte betrug 5,1 Einwohner pro Quadratkilometer. In den 4192 Haushalten lebten statistisch je 2,14 Personen.
Ethnisch betrachtet setzte sich die Bevölkerung zusammen aus 97,6 Prozent Weißen, 0,7 Prozent Afroamerikanern, 0,5 Prozent amerikanischen Ureinwohnern, 0,2 Prozent Asiaten sowie aus anderen ethnischen Gruppen; 1,0 Prozent stammten von zwei oder mehr Ethnien ab. Unabhängig von der ethnischen Zugehörigkeit waren 4,1 Prozent der Bevölkerung spanischer oder lateinamerikanischer Abstammung.
22,0 Prozent der Bevölkerung waren unter 18 Jahre alt, 57,9 Prozent waren zwischen 18 und 64 und 20,1 Prozent waren 65 Jahre oder älter. 49,4 Prozent der Bevölkerung war weiblich.

Das jährliche Durchschnittseinkommen eines Haushalts lag bei 43.846 USD. Das Pro-Kopf-Einkommen betrug 22.699 USD. 9,2 Prozent der Einwohner lebten unterhalb der Armutsgrenze.

## Ortschaften im Swift County
Citys
| - Appleton - Benson - Clontarf - Danvers | - De Graff - Holloway - Kerkhoven - Murdock |

## Gliederung
Das Swift County ist neben den acht Citys in 21 Townships eingeteilt:
| Township           | Einwohner (2010) | FIPS     |
| ------------------ | ---------------- | -------- |
| Appleton Township  | 203              | 27-01882 |
| Benson Township    | 334              | 27-05230 |
| Camp Lake Township | 213              | 27-09532 |
| Cashel Township    | 174              | 27-10216 |
| Clontarf Township  | 86               | 27-12142 |
| Dublin Township    | 152              | 27-16444 |
| Edison Township    | 106              | 27-18206 |

| Township           | Einwohner (2010) | FIPS     |
| ------------------ | ---------------- | -------- |
| Fairfield Township | 128              | 27-20258 |
| Hayes Township     | 199              | 27-27854 |
| Hegbert Township   | 93               | 27-28160 |
| Kerkhoven Township | 236              | 27-32894 |
| Kildare Township   | 151              | 27-33092 |
| Marysland Township | 96               | 27-40904 |
| Moyer Township     | 88               | 27-44674 |

| Township                | Einwohner (2010) | FIPS     |
| ----------------------- | ---------------- | -------- |
| Pillsbury Township      | 254              | 27-50920 |
| Shible Township         | 124              | 27-59818 |
| Six Mile Grove Township | 171              | 27-60592 |
| Swenoda Township        | 140              | 27-63904 |
| Tara Township           | 88               | 27-64228 |
| Torning Township        | 440              | 27-65236 |
| West Bank Township      | 150              | 27-69214 |